# Pseudomorphinae
Pseudomorphinae (лат.) — подсемейство мирмекофильных жуков из семейства Carabidae. Австралия, Юго-Восточная Азия и Новый Свет.

## Распространение
Австралия (90 % видов), Новая Гвинея, Юго-Восточная Азия (1 вид), Центральная и Южная Америка (от Мексики и США до Аргентины и Бразилии).

## Описание
Мирмекофилы и термитофилы, взрослые жуки часто под корой деревьев (хотя биология большинства видов остаётся неизученной). Внешне более похожи на плавунцов или короедов, чем на жужелиц. Конечности скрыты под сплющенным телом вытянутой формы.

## Систематика
Более 300 видов и 8 родов. Иногда рассматривается в качестве трибы Pseudomorphini в составе расширенного подсемейства харпалины (Harpalinae). В начале XX века рассматривали в качестве отдельного семейства Pseudomorphidae. Валидный статус подтверждён в ходе ревизии, проведённой в 1992 и 1997 годах немецким энтомологом Мартином Бэром (англ. Martin Baehr; München, Zoologische Staatssammlung München).
По данным молекулярно-генетического анализа (Ober and Maddison 2008), триба Pseudomorphini рассматривается как ветвь высших Carabidae и ассоциированная с Graphipterini и Orthogonini; все три трибы мирмекофильные.
- Adelotopus Hope, 1834
- Cainogenion Notman, 1925
- Cryptocephalomorpha Ritsema, 1875
- Guyanemorpha Erwin, 2013
- Paussotropus Waterhouse, 1877
- Protoscalidion Schaufuss, 1888
- Pseudomorpha Kirby, 1825
- Sphallomorpha Westwood, 1837
- Дополнения 2008 года, в том числе, на основании видов рода Pseudomorpha[11]: Manumorpha — Notopseudomorpha (Pseudomorpha laevissima) — Samiriamorpha — Tuxtlamorpha (Pseudomorpha tuxtla) — Yasunimorpha[11]